# 月光蝶
月光蝶（げっこうちょう）は、アニメ『∀ガンダム』および『ガンダム Gのレコンギスタ』に登場する架空の兵器。月光蝶システムとも呼称される。

## 概要
『∀ガンダム』の作中では∀ガンダムとその兄弟機ターンX、『ガンダム Gのレコンギスタ』ではG-ルシファーに搭載されている。
月光蝶（システム）の実体は無数のナノマシンであり、搭載機の背部から放出され、Iフィールドの力場に乗せて地上に散布される。その効果については、あらゆる人工物を砂状に分解する機能を持っている、あらゆるものを砂に分解する。触れるものすべてを消滅させてしまう。などの複数の記述がある。過去に∀ガンダムが使用し、地球上のすべての文明を崩壊させた。
また、ビームなどのエネルギーを分解し、吸収する能力も持っている。地上で使用した場合は、副次的効果として、大規模なハリケーンが発生する。
名前の由来は機体の背部から大量に放出されるナノマシンが蝶の翅（はね）のように見えることから。射出されたナノマシンはプリズムのように光を反射し虹色に輝いて見える（∀ガンダムの場合は主として青色、ターンXは緑色）。

## 作中描写

### ∀ガンダム
第44話でジャンダルムを押し戻そうとしたとき、月光蝶らしきものが初登場し、同艦のエネルギーを吸収しミサイルを分解吸収する。また、メリーベル・ガジットが∀ガンダムに搭乗した際は、コア・ファイター（コクピット）がオリジナルではなかったことから不完全な形で発動したにもかかわらず、地球の地表に甚大な被害を与える。
最終話では、∀ガンダムとの戦闘中に発動したターンXの月光蝶がコレンのカプルを巻き込み撃墜。その後、全方位に向けて拡散されようとするが、ソレイユとスモー部隊のIフィールドバリアにより拡散が食い止められる（ただし、ソレイユは全エネルギーを放出し不時着を余儀なくされる）。∀ガンダムとターンXが相打ちとなったあとは、両機から発生したナノマシンが繭状になり2機を取り込み、その活動を停止させる。

### Gのレコンギスタ
最終回にて、ギアナ高地での戦闘中に、アメリア艦隊を攻撃した際の「G-ルシファー」によって発動される。展開時の色は黄色。

## その他
- 福井晴敏の小説『月に繭 地には果実』では、大量のナノマシンを放出するという点では共通しているが、物質そのものを分解するのではなく、他のナノマシンに干渉しその命令を書き換えるものとなっている。前記の小説世界では、ナノマシン文明を経た地球では大気から土壌にいたる全ての部分にナノマシンが関与していることから、地球の活動そのものに干渉できる兵器として描かれている。
- ゲーム「スーパーロボット大戦シリーズ」に∀ガンダムが参戦した際には、技として月光蝶を使用することが可能である。シリーズでの初出は『スーパーロボット大戦α外伝』においてであり、この作品でバット将軍に真ゲッターロボのゲッター線融合炉を暴走させられた際に∀ガンダムが月光蝶を自動的に放ち、ゲッター線を無効化する。また『スーパーロボット大戦Z』では、ギム･ギンガナムがアトランディアの生命の樹を枯死させるのにターンXの月光蝶を使い、『第2次スーパーロボット大戦Z再世篇』では、アフリカの軌道エレベーターがメメントモリの攻撃によって崩壊し、無数の破片が降り注いでいたとき、ロランが自らの意思で、封印していた∀ガンダムの月光蝶を起動させ、多数の破片を消滅させる。
- ゲーム『機動戦士ガンダム エクストリームバーサス フルブースト』で登場するエクストリームガンダム ミスティック・フェイズが月光蝶をベースにした「絶望蝶」を展開する。絶望蝶の展開時の色はターンXの月光蝶がベースになっている模様。